# Berkellandse Zwem Combinatie
Il Berkellandse Zwem Combinatie è un club che si occupa di sport acquatici con sede nel comune di Berkelland (Paesi Bassi), noto principalmente per la sezione pallanuotistica maschile, la cui squadra si è affermata come la migliore del proprio Paese. Per ragioni di sponsor il club è noto col nome di Schuurman BZC.

## Storia
Il club è frutto della fusione di diverse società che nel corso dei decenni sono confluite fino a formare quello che oggi è noto con il nome di Schuurman BZC. Queste fusioni seguono anche i cambi istituzionali del comune di Berkelland, sorto nel 2005 a seguito dell'unione dei vecchi comuni di Borculo, Eibergen, Neede e Ruurlo. A seguito della fusione delle società Z&PV Roderlo e BZ&PC (rispettivamente di Ruurlo e Borculo) venne istituito lo Schuurman BRC, a cui si aggiunse poi l'NZC di Neede nel 2011, che provocò il cambio nella denominazione attuale.
Dal 1º luglio 2012 si aggiunge anche l'EWR di Eibergen, a completare la fusione, senza tuttavia portare a modifiche nel nome del club.

## Palmarès
- Campionato olandese: 4

2011, 2012, 2013, 2014
- KNZB Beker: 1

2011
- Supercoppa dei Paesi Bassi: 1

2012

## Rosa 2013-2014
| N° |                        | Ruolo | Giocatore               |
| -- | ---------------------- | ----- | ----------------------- |
|    | Paesi Bassi (bandiera) |       | Ruud Tilleman           |
|    | Paesi Bassi (bandiera) |       | Matthijs Lucas          |
|    | Paesi Bassi (bandiera) |       | Jeroen Kuilman          |
|    | Paesi Bassi (bandiera) |       | Rob Gerrit Gottemaker   |
|    | Paesi Bassi (bandiera) |       | Jesse Koopman           |
|    | Ungheria (bandiera)    |       | Otto Frikk              |
|    | Paesi Bassi (bandiera) |       | Jesse Christiaan Jansen |
|    | Paesi Bassi (bandiera) |       | Peter Maarten Siewers   |
|    | Paesi Bassi (bandiera) |       | Niek van der Molen      |
|    | Paesi Bassi (bandiera) |       | Thomas de Haan          |

| N° |                        | Ruolo | Giocatore                |
| -- | ---------------------- | ----- | ------------------------ |
|    | Paesi Bassi (bandiera) |       | Dave Gabriël             |
|    | Paesi Bassi (bandiera) |       | Lars Reuten              |
|    | Paesi Bassi (bandiera) |       | Lars Albertus Gottemaker |
|    | Paesi Bassi (bandiera) |       | Berendsen Gerben         |
|    | Paesi Bassi (bandiera) |       | Jelle Jan Roelof Lammers |
|    | Paesi Bassi (bandiera) |       | Robert Beskers           |
|    | Paesi Bassi (bandiera) |       | Michiel Jan Hassink      |
|    | Paesi Bassi (bandiera) |       | Mika Smelt               |
|    | Paesi Bassi (bandiera) |       | Thomas Lucas             |